# Aiamans
|  | No s'ha de confondre amb Aiamans (Mallorca). |

Els aiamans eren una ètnia americana que vivia en territori del que ara és el centre nord de Veneçuela quan van arribar els europeus. El seu territori corresponia al que avui és el sud de Falcón i gran part de l'estat Lara i confinava amb zones habitades pels Jirajaras, Gayón i Caquetíos.
L'alemany Nicolás Federmann, que treballava per a la casa comercial dels Welser, va ser un dels primers a escriure sobre ells en la seva Història Indiana. Federmann va recórrer el seu territori per primera vegada en 1530.
Els aiamans eren reconeguts per ser de grandària molt reduïda. Federmann reportava que hi havia adults d'1,10 a 1,20 metres d'altura.
D'ençà l'obra de Federmann, aquesta tribu ha estat nomenada "Ayamanes" en castellà, o les adaptacions fonètiques corresponents a altres llengües, però tal com explica Alfredo Jahn, la forma més propera a la pronuncia seria Ayomanes.
Quan el bisbe Mariano Martí va visitar en 1776 la regió de Siquisique, va trobar encara un llogaret amb indis aiamans, el llogaret de San Miquel dels Aiamans. El científic veneçolà Alfredo Jahn va visitar San Miquel el 1910 i va poder comprovar que els pocs habitants del poble ja no parlaven l'idioma i es va assabentar dels seus habitants que molts s'havien dispersat i deixat de parlar el seu idioma cap a 1880.